# La Génétouze
La Génétouze – miejscowość i gmina we Francji, w regionie Kraj Loary, w departamencie Wandea.
Według danych na rok 1990 gminę zamieszkiwało 1319 osób, a gęstość zaludnienia wynosiła 101 osób/km² (wśród 1504 gmin Kraju Loary La Génétouze plasuje się na 458. miejscu pod względem liczby ludności, natomiast pod względem powierzchni na miejscu 868.).